# Freuchie
Freuchie är en ort i Storbritannien.   Den ligger i kommunen Fife och riksdelen Skottland, i den norra delen av landet, 600 km norr om huvudstaden London. Freuchie ligger 61 meter över havet och antalet invånare är 1 120.
Terrängen runt Freuchie är platt åt sydost, men åt nordväst är den kuperad. Runt Freuchie är det tätbefolkat, med 913 invånare per kvadratkilometer. Närmaste större samhälle är Glenrothes, 5,8 km söder om Freuchie. Runt Freuchie är det i huvudsak tätbebyggt.